# ساحين (حبيش)

تعديل مصدري - تعديل

ساحين هي إحدى قرى عزلة صائر بمديرية حبيش التابعة لمحافظة إب، بلغ تعداد سكانها 317 نسمة حسب تعداد اليمن لعام 2004.